# Рустам и Сухраб (фильм, 1971)
«Рустам и Сухраб» — советский художественный фильм 1971 года, историческая драма, вторая часть кинотрилогии по эпической поэме Фирдоуси «Шахнаме». Студия «Таджикфильм», режиссёр Бенцион Ариевич (Борис Алексеевич) Кимягаров. Продолжительность 1 час 31 минута. Премьера — 2 января 1973 (Москва).

## Сюжет
В основе сценария — сравнительно небольшой фрагмент «Шахнаме», повествующий о поединке легендарного богатыря Рустама с собственным сыном.
Двадцать лет назад по зову долга великий герой Ирана Рустам покинул свою беременную жену Тахмину, дочь правителя Самангана, запретив ей раскрывать будущему сыну имя отца, пока сын не прославится сам воинскими подвигами. Саманганский шах платит дань повелителю Турана, шаху Афрасиабу, при дворе которого возмужавший сын Тахмины Сухраб успевает завоевать славу непобедимого бойца. Афрасиаб знает тайну происхождения Сухраба. Опасаясь, что два великих воина, отец и сын, объединятся против него, Афрасиаб назначает Сухраба предводителем похода в Иран, изображая Рустама главным врагом, которого Сухраб должен уничтожить в первую очередь. Тахмина раскрывает Сухрабу имя его отца, однако Рустам остаётся в неведении, что предводитель вражеского войска — его сын. Шах Ирана Кавус, опасаясь мощи Сухраба, возвращает Рустама из ссылки и посылает его в бой, уговорив не раскрывать своё имя. Отец и сын сталкиваются в смертельном поединке. За происходящим со злорадством наблюдает старый враг Рустама — див Тулад, скрывающийся под личиной простого туранского воина. Он отказывается от использования своих колдовских чар, будучи уверен, что ненавистные ему герои сами причинят себе непоправимый вред, ибо зло — неизбежный спутник человеческой жизни. Этому философствующему персонажу, который у Фирдоуси отсутствует, сценарист придал некоторые черты европейского Мефистофеля, не свойственные дивам восточной фольклорной и литературной традиции.

## В ролях
- Бимболат (Бибо) Ватаев — Рустам
- Хашим Гадоев — Сухраб
- Светлана Норбаева — Тахмина
- Отар Коберидзе — Кавус
- Сайрам Исаева (Исоева) — Гурдофарид
- Гурминч (Гурминдж) Завкибеков — Жандаразм
- Алим Ходжаев — поэт
- Абдусалом Рахимов — Гождехем
- Мохаммед Рафиков — Хаджир
- Раззак Хамраев — Хуман
- Махмуджан Вахидов — див Тулад
- Гиви Тохадзе
- Дильбар Умарова

В эпизодах — А. Беруашвили, Гиви Джаджанидзе, Тариэль Касимов, Гия Кобахидзе, Ш. Мавлянов, Н. Мухамеджанов, Герман Нурханов, Б. Садыков, И. Санакоев, Махар Туриев

## Съёмочная группа
- Режиссёр — Борис Кимягаров
- Сценарист — Григорий Колтунов
- Оператор — Давлат Худоназаров
- Оператор комбинированных съемок - Заур Дахте

## Награды
- 1972 — приз и премия за утверждение на экране традиций народного героического эпоса (V Всесоюзный кинофестиваль в Тбилиси).[1]